# General Slocum

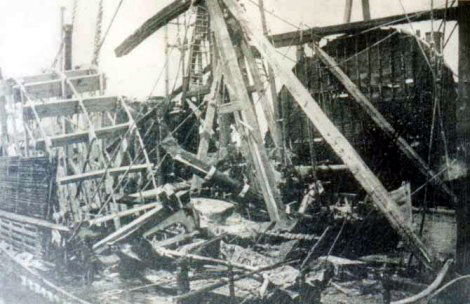
Wrak van de General Slocum

De General Slocum was een stoomschip dat in 1891 te water werd gelaten. Op 15 juni 1904 vatte het vlam en brandde het af tot op de waterlijn op de East River in New York. Meer dan duizend mensen verloren het leven bij deze ramp, wat dit ongeluk tot de dodelijkste ramp van New York maakte tot op de dag van de aanslagen op het World Trade Center in 2001.

## Het schip
Het schip werd genoemd naar de officier uit de Amerikaanse Burgeroorlog en het congreslid van New York Henry Warner Slocum. Het werd gebouwd door Divine Burtis, Jr. uit Brooklyn. Zijn kiel was 235 voet lang en de scheepsromp 37,5 voet breed. Het schip was grotendeels gebouwd uit witte eik en gele pijnboom. Het woog zo’n 1200 ton en had drie motoren, gebouwd door W. & A. Fletcher Company uit Hoboken (New Jersey). Hij was een raderstoomboot. Elk wiel had 26 peddels en een diameter van 31 voet. Zijn maximale snelheid was rond de 18 mijl per uur. Het schip had drie dekken. Het had gewoonlijk een tweeëntwintigkoppige bemanning, inclusief Kapitein William H. Van Schaick.

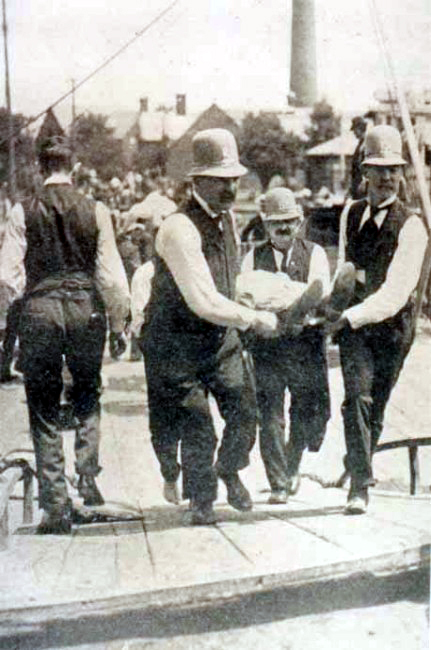
Het wegdragen van een slachtoffer op North Brother Island

## Problemen
De General Slocum kende een reeks problemen tijdens zijn 15 jaar durende vaart:
- Vier maanden na zijn tewaterlating raakte het aan land bij Rockaway. Sleepboten moesten het lostrekken.
- Op 29 juli 1894, toen het op een nacht terugkeerde van Rockaway met 4700 passagiers aan boord, voer het zo hard tegen een zandbank dat de elektrische generator uitviel; de passagiers panikeerden, honderden raakten gewond.
- In augustus 1894 kwam het schip tijdens een storm aan land bij Coney Island. De passagiers moesten worden overgezet op een ander schip.
- In september kwam het schip in aanvaring met de sleepboot R. T. Sayre op de East River. Het leed substantiële schade en verloor zijn stuurvermogen.
- In juli 1898 botste het met de Amelia nabij Battery Park.
- Op 17 augustus 1901 had het, wat werd beschreven als 900 dronken Paterson Anarchisten, als passagiers aan boord. Enkelen startten een oproer en trachtten de controle van het vaartuig van de kapitein over te nemen. De bemanning vocht terug en de kapitein meerde het schip aan de politiepier aan, waar 17 mannen door de politie werden gearresteerd.
- In juni 1902 strandde het met 400 passagiers aan boord. Daar het schip de hele nacht geklemd bleef, waren de passagiers genoodzaakt die nacht aan boord te kamperen.

## De ramp

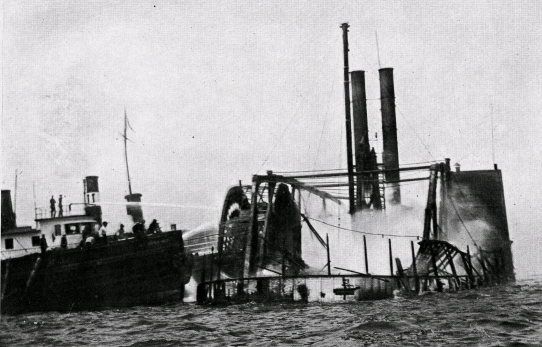
Brandweerlieden die de General Slocum blussen

De General Slocum werkte als een passagiersschip dat mensen meenam op excursie rond New York. Op 15 juni 1904 werd het schip gecharterd voor $350 door de St. Mark's Evangelical Lutheran Church uit het Duitse district Little Germany, Manhattan. Dit was een jaarlijks wederkerend ritueel voor de groep, die de trip reeds 17 jaar inrichtte. Meer dan 1300 passagiers, vooral vrouwen en kinderen, gingen aan boord van de General Slocum. Het zou de East River opvaren en dan oostwaarts voorbij Long Island Sound naar Locust Grove, een picknickplaats in Eatons Neck op Long Island.
Net nadat het schip uitvoer brak een brand uit in het voorraadcompartiment in de voorste sectie. Hoewel het schip voorzien was van reddingsloepen en reddingsvesten waren zij onbruikbaar. Overlevenden meldden dat de reddingsvesten verrot waren en in hun handen uiteenvielen. De reddingsloepen waren vastgelegd en niet toegankelijk. Wanhopige moeders deden hun kinderen reddingsvesten aan en wierpen hen het water in, om dan tot hun afgrijzen toe te zien hoe hun kinderen zonken in plaats van te drijven, te wijten aan de staat van de vesten. De meeste vrouwen en kinderen konden niet zwemmen.
Kapitein Van Schaick maakte ernstige fouten. Hij besloot de koers van zijn schip aan te houden in de plaats van het schip vast te laten lopen of te stoppen aan een nabije landplaats. (Van Schaick zou later argumenteren dat hij wilde voorkomen dat het vuur zich zou verspreiden naar de gebouwen langs de rivieroever.) Door tegen de wind in te varen wakkerde hij het vuur verder aan. Sommige passagiers sprongen in de rivier, maar de feestelijke kledij van die dag maakte zwemmen haast onmogelijk.
Tegen de tijd dat de General Slocum gestrand was op North Brother Island, net voor de kust van de Bronx, waren naar schatting 1021 passagiers omgekomen door het vuur of door verdrinking. Twee van de 30 bemanningsleden stierven. De kapitein verloor het zicht in een oog door het vuur. Hij werd gehospitaliseerd in het Lebanon Hospital.
Staf en patiënten van het hospitaal op North Brother Island namen deel aan de redding door menselijke kettingen te vormen en de slachtoffers uit het water te trekken.

## Nasleep

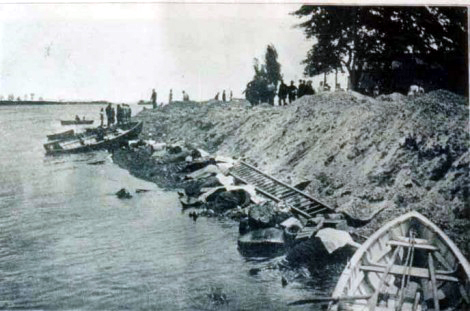
Aan land gespoelde slachtoffers van de General Slocum te North Brother Island

Zeven mensen stonden terecht voor een Federale grand jury na de ramp: de kapitein, twee inspecteurs, de president, secretarissen, penningmeester en commodore van de Knickerbocker Steamship Company. Enkel kapitein Van Schaick werd schuldig bevonden aan een van de drie hem ten laste gelegde beschuldigingen: criminele nalatigheid, falen om degelijke brandoefeningen en brandblussers te houden. De jury bereikte geen eindvonnis over de twee beschuldigen van doodslag. Hij werd veroordeeld tot tien jaar gevangenschap. Hij verbleef drie jaar en zes maanden in de Sing Sing gevangenis voor hij werd vrijgelaten door het presidentieel pardon door president William Howard Taft op 19 december 1912. Hij stierf op 9 december 1927.
De Knickerbocker Steamship Company, die het schip bezat, betaalde een relatief lichte boete ondanks het bewijs dat zij inspectierapporten vervalst had. De overblijfselen van de General Slocum werden omgebouwd tot een aak, die zonk tijdens een storm in 1911. De ramp gaf aanleiding tot een verbeterde regulering inzake het reddingsmaterieel op passagiersschepen. In het Tompkins Square Park in Alphabet City staat een gedenksteen ter nagedachtenis van de ramp.